# Bertrand Capmartin de Chaupy
L'abbé Bertrand Capmartin de Chaupy, né le 14 septembre 1720 à Grenade-sur-Garonne et décédé le 7 mai 1798 à Paris, est un écrivain et archéologue français, connu pour avoir découvert la maison de campagne d'Horace.

## Biographie
Bertrand Capmartin de Chaupy naît le 14 septembre 1720 à Grenade-sur-Garonne. Il est fils de procureur. Il est ordonné prêtre le 19 septembre 1744 dans le diocèse de Toulouse. Il vient habiter Paris. Il publie deux écrits polémiques — l'un en 1754 contre le Châtelet, au sujet de la Chambre Royale, et l'autre en 1756 contre le Parlement, au sujet du grand Conseil — qui lui valent d'être proscrit. Obligé de quitter la France, il s'exile à Rome, où il étudie l'Antiquité, et spécialement les inscriptions. En même temps, il se constitue une importante collection de monnaies anciennes. De 1767 à 1769, il publie Découverte de la maison de campagne d'Horace, travail qui déborde beaucoup le sujet, et est une véritable étude topographique de Rome et de la campagne romaine (comme à Frégelles). Son exil terminé vers 1776, il rentre à Paris, avec ses collections d'objets antiques, de médailles et de livres. En 1785, il fait un voyage en Champagne pour examiner une ville romaine découverte par Pierre-Clément Grignon en 1772, sur la petite montagne du Châtelet, entre Saint-Dizier et Joinville. En 1789-1790, il publie anonymement Philosophie des Lettres qui aurait pu tout sauver. Il meurt le 7 mai 1798 à Paris. La vente de ses biens a lieu le 11 vendémiaire an VII, cloître Notre-Dame.

## Œuvres
- Observations sur le refus que fait le Châtelet de reconnaître la Chambre royale, 1754. Texte en ligne sur Gallica.
- Réflexions d'un avocat sur les remontrances du Parlement, du 27 novembre 1755, au sujet du grand conseil, Londres, 1756.
- Découverte de la maison de campagne d’Horace. Ouvrage utile pour l’intelligence de cet Auteur, & qui donne occasion de traiter d’une suite considérable de lieux antiques, Rome, J. Ughetti, 1767-1769, 3 tomes :
  - Tome 1, LXXX+366 p., 1767, texte sur wikisource,
  - Tome 2, XVI+478 p., 1767 texte sur wikisource,
  - Tome 3, XVI+575 p., 1769 texte sur wikisource.
- (Publié anonymement), Philosophie des lettres qui auroit pu tout sauver. Misosophie voltairienne qui n'a pu que tout perdre. Ouvrage inutile à la présente tenue des États, pour laquelle il avoit été entrepris, mais qui pourra servir à celle qui pourra lui succéder, si la mode s'en continue, à Paris, en la double année des événemens que nos glorieux pères n'auroient jamais pu prévoir, & que nos neveux, s'ils redeviennent de bons François, ne pourront point croire, c'est-à-dire, en 1789 & 1790, 2 volumes in 8o, 700 pages (XXX-1 à 368 et (4)-369 à 700). En ligne sur Gallica.

Un abbé Capmartin de Xaupy a composé, au XVIIIe siècle, divers manuscrits sur les origines celtiques (Bibl. Nat., fr. 6493-6501). C'est sans doute la même personne, avec une variante orthographique.

## Pour approfondir